# Aiphanes horrida
Aiphanes horrida és una espècie de planta de la família de les palmeres (Arecaceae), nadiua del nord d'Amèrica del Sud i Trinitat i Tobago.

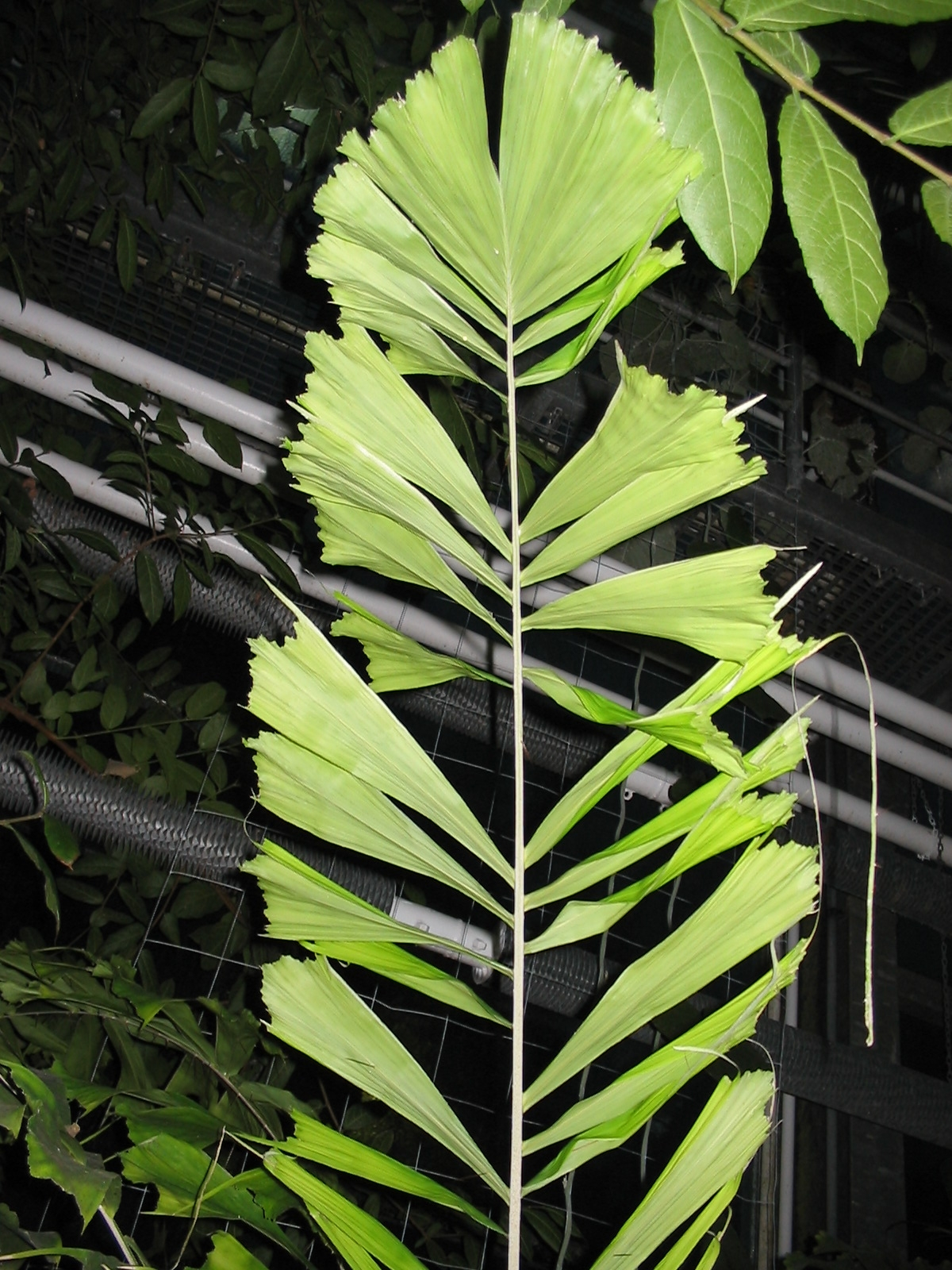
Detall de la fulla

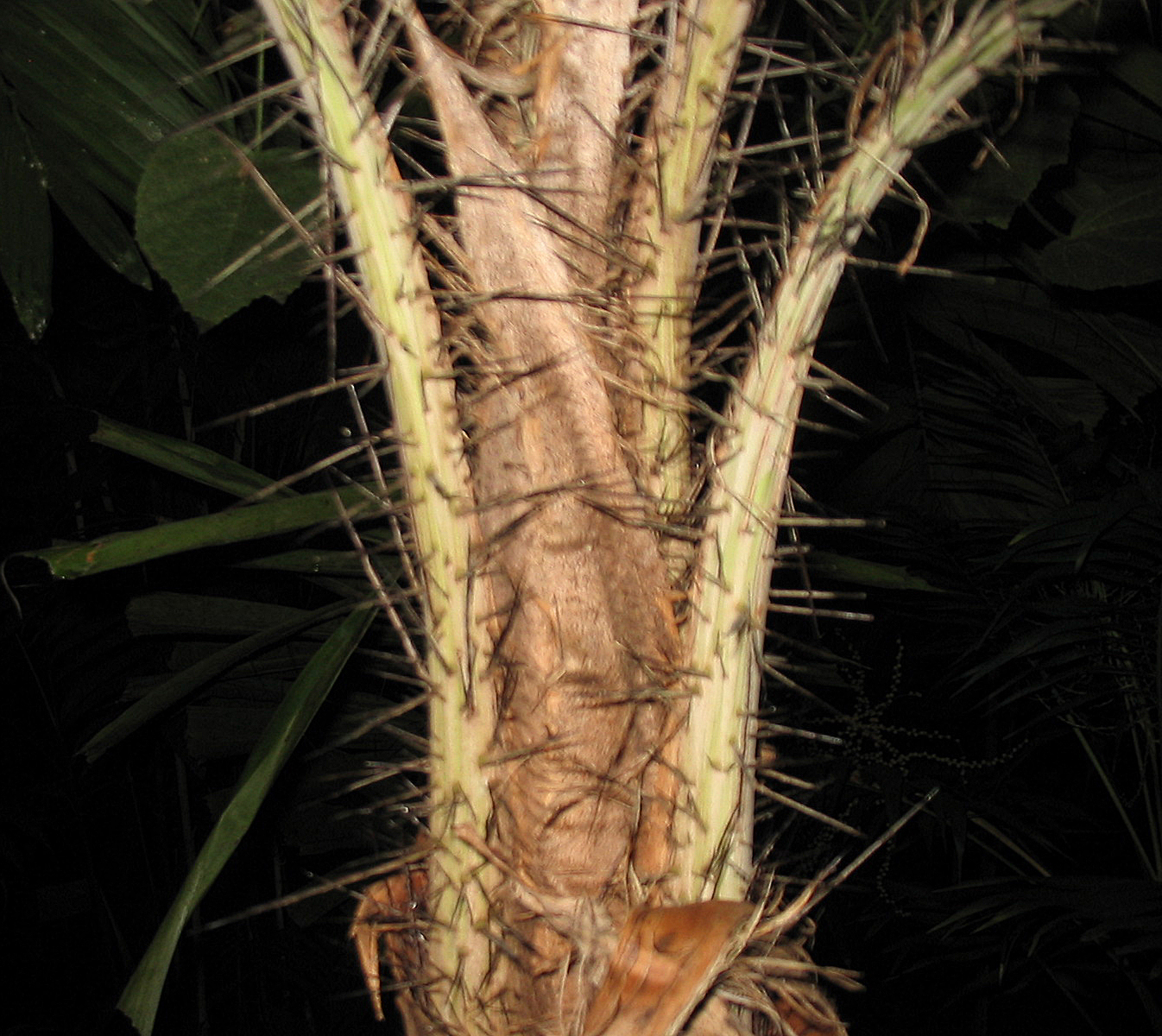
Tija

## Hàbitat
És originària de les valls interandins de Colòmbia, i l'Equador i totes les varietats de l'espècie es troben en boscos secs entre el nivell de la mar i 1700 msnm a Bolívia, al Brasil, al Perú, Trinitat i Tobago i Veneçuela. L'espècie es conrea com a ornamental en tot el tròpic.

## Característiques

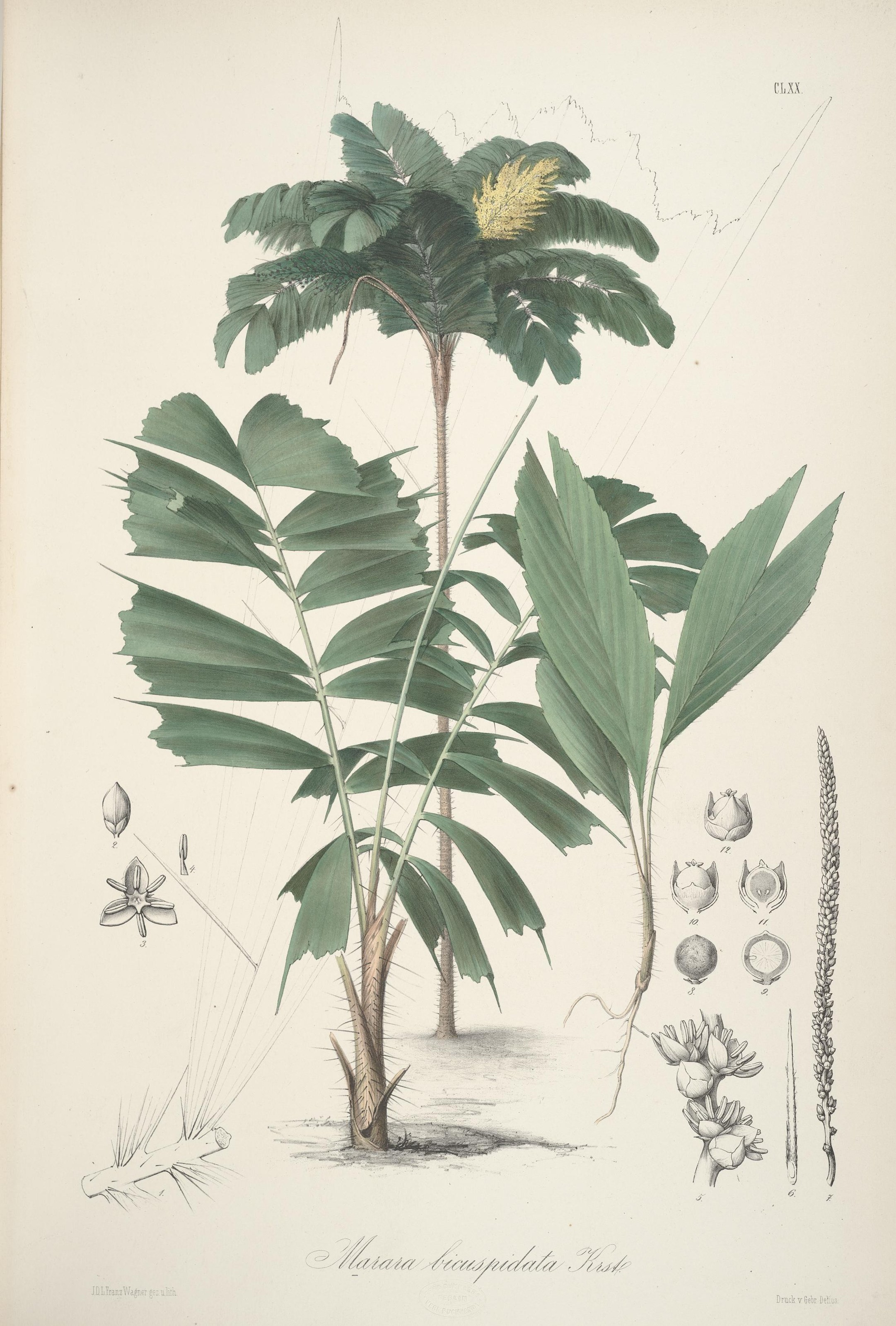
Pl. CLXX Florae Columbiae.

Té un estipit solitari de fins a 15 m d'altura (en els exemplars conreats) i 10 a 15 cm de diàmetre, amb espines negres. En el mitjà silvestre aconsegueix els 3-10 metres d'altura amb un diàmetre de tija de 6-10 cm.Presenta 8 a 10 fulles, cadascuna amb 35 pinnes, de 38 cm de llarg per 14 cm d'ample, en mitjana, a cada costat, disposades en grups separats i inserides en diversos plans, la qual cosa dona una aparença de cresps. Inflorescència interfoliar amb bràctea peduncular amb espines; flors estaminades més grans que les pistil·lades, més llargues que amples.
Fruits en ram, globosos, d'1,5 cm de diàmetre, exocarpi vermell brillant, mesocarpi farinós de color ataronjat, comestible. Endocarpi d'1,2 cm de diàmetre i gruix d'1 mm, conté una ametlla molt benvolguda, que es menja directament o pot ser usada en confiteria. L'epicarpi i el mesocarpi de la fruita és rica en carotè i es menja a Colòmbia, mentre que les llavors s'usen per a fer ciris. En algunes parts dels plans colombians, els endocarpis s'utilitzen per a jugar.
La planta és conreada, especialment als jardins dels habitatges, amb finalitats ornamentals i en el camp, des de fa segles, per a l'alimentació humana.

## Noms comuns
- Español: macahuite, corozo de l'Orinoco, palma corozo de l'Orinoco, corozo anchame, mararava, cubarro, chonta, chascaraza, charascal, corozo chiquito, corozo acolorido, mararay, pujamo, gualte, chonta ruro, Pupunha xicaxica,[3][3][1][4]

## Taxonomia
Aiphanes horrida va ser descrit per (Jacq.) Burret i publicat el Notizblatt donis Botanischen Gartens und Museums zu Berlin-Dahlem 11(107): 575. 1932.
Etimologia

Aiphanes: nom genèric que està format pels vocables grecs aei, "sempre", i phanes, "vistós".
horrida: epítet llatí que significa "espinós, estarrufat".
Sinonímia

- Aiphanes aculeata Willd.

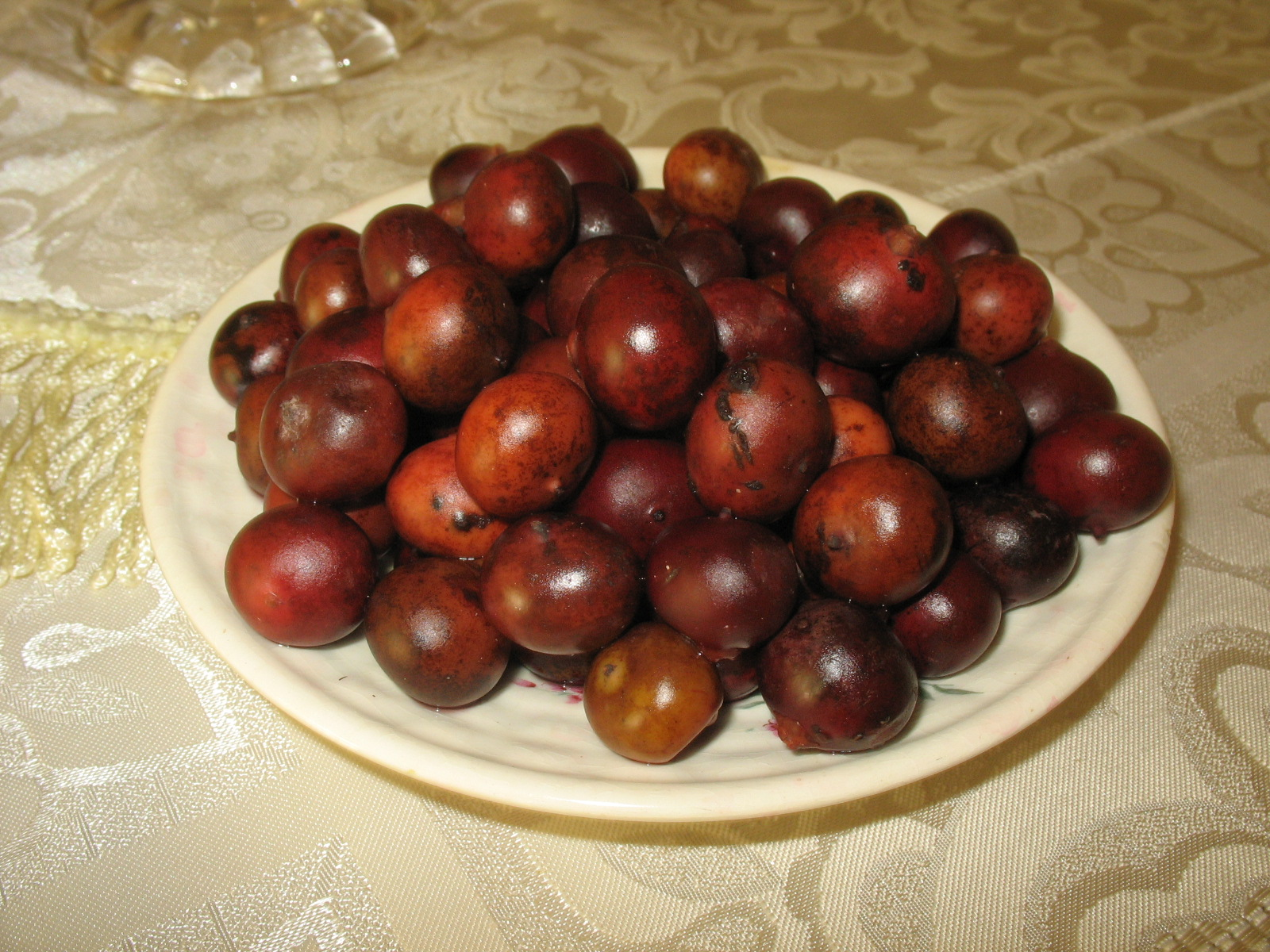
Fruits.

- Aiphanes caryotifolia (Kunth) H.Wendl.
- Aiphanes elegans (Limitin & H.Wendl.) H.Wendl.
- Aiphanes ernestii (Burret) Burret
- Aiphanes killipii Burret
- Aiphanes orinocensis Burret
- Aiphanes praemorsa (Poepp. ex Dt.) Burret
- Aiphanes truncata (Brongn. ex Dt.) H.Wendl.
- Bactris praemorsa Poepp. ex Dt.
- Caryota horrida Jacq.
- Euterpe aculeata (Willd.) Spreng.
- Marara aculeata (Willd.) H.Karst. ex H.Wendl.
- Marara bicuspidata H.Karst.
- Marara caryotifolia (Kunth) H.Karst. ex H.Wendl.
- Martinezia aculeata (Willd.) Klotzsch
- Martinezia aiphanes Dt.
- Martinezia caryotifolia Kunth
- Martinezia elegans Limitin & H.Wendl.
- Martinezia ernestii Burret
- Martinezia killipii Burret
- Martinezia truncata Brongn. ex Dt.
- Martinezia ulei Dammer
- Tilmia caryotifolia (Kunth) O.F.Cook[7]